# Nyctiellus lepidus
Nyctiellus lepidus е вид бозайник от семейство Natalidae, единствен представител на род Nyctiellus.

## Разпространение
Видът е разпространен в Бахамски острови и Куба.